# Hauffenia sp. nov.
Hauffenia sp. nov. é uma espécie de gastrópode  da família Hydrobiidae.
É endémica de Eslováquia.